# Andra ungerska republiken
Andra ungerska republiken (ungerska: Második magyar köztársaság), officiellt kallad Ungerska republiken (ungerska: Magyar Köztársaság), var en kortlivad statsbildning i Ungern under åren efter andra världskriget, som existerade åren 1946-1949. Staten bildades genom Kungariket Ungerns upplösning i samband med krigsslutet. Namnet Andra ungerska republiken anspelade på att den kortlivade republik som existerade 16 november 1918-21 mars 1919 ansågs vara den första ungerska republiken.  
Staten bildades efter att val hållits i Ungern under hösten 1945 och där en koalition av borgerliga partier med visst stöd från väst som ville hålla landet utanför den sovjetiska intressesfären, kallad oberoende folkfronten, vann majoritet. Oberoende folkfronten bildade regering under ledning av Zoltán Tildy som antog en författning enligt vilken Ungern blev en parlamentarisk demokrati. Oberoende folkfrontens framgångar blev dock kortvariga och återstoden av andra ungerska republikens korta existens kom att präglas av en maktkamp mellan Ungerns kommunistiska parti, som med stöd från Sovjetunionen ville skapa en kommunistisk stat i Ungern, och Tildys borgerliga regering. Sovjetunionens inflytande och bristen på aktivt stöd från väst medförde att Tildys regering successivt tvingades ge upp mer och mer av makten till kommunisterna och 1949 kunde kommunistpartiet, nu kallat Ungerska arbetarpartiet, säkra makten i landet och införa en ny konstitution som gjorde Ungern till en Folkrepublik. Den nya konstitutionen antogs den 20 augusti samma år varpå andra ungerska republiken upphörde och istället blev Folkrepubliken Ungern.

### Fotnoter
1. ↑  ”Hungary” (på engelska). World Statesmen. http://www.worldstatesmen.org/Hungary.htm. Läst 1 december 2015.